# 伪珊隐蟹属
伪珊隐蟹属（学名：Pseudohapalocarcinus）是隐螯蟹科的一属。

## 下属物种
本属包括以下物种：
- 兰森伪珊隐蟹 Pseudohapalocarcinus ransoni Fize & Serène, 1956